# Peter Elias
Peter Elias (New Brunswick, Nova Jérsei, 23 de novembro de 1923 – Cambridge, Massachusetts, 7 de dezembro de 2001) foi um cientista estadunidense, professor de Teoria da informação no Instituto de Tecnologia de Massachusetts (MIT).
Foi palestrante convidado do Congresso Internacional de Matemáticos em Moscou (1966 - Networks of Gaussian channels with applications to feedback systems).

## Obras
- Error-Free coding, IRE Transactions (Professional Group on Information Theory, PGIT), PGIT-4, 1954, p. 29–37
- Coding for noisy channels, IRE Convention Record, Part 4, 1955, p. 37–46
- Coding for two noisy channels, in Colin Cherry (Hrsg.) Information Theory, Academic Press 1956, p. 61–74
- Computation in the presence of noise, IBM J. Res. Development, Volume 2, 1958, p. 346–353
- Networks of Gaussian channels with applications to feedback systems, IEEE Trans. Information Theory, Volume 13, 1967, p. 493–501
- Universal Codeword Sets and Representations of the Integers, IEEE Transactions on Information Theory, Volume 21, März 1975, p. 194–203.
- Interval and Recency Rank Source Coding: Two On-line Adaptive Variable-length Schemes, IEEE Transactions on Information Theory, Volume 33, Januar 1987, p. 3–10.